# Basílica del Rosario (Berlín-Steglitz)
La Basílica del Rosario en el distrito berlinés de Steglitz es una iglesia parroquial católica. Fue construida en 1899/1900 según los planes de Christoph Hehl como iglesia representativa de los católicos de Steglitz y se consagró el 11 de noviembre de 1900 por el Príncipe-Obispo de Wroclaw Georg Cardinal Kopp. La fiesta patronal completa se llama Virgen María, Reina de San Rosario. Desde que el edificio sobrevivió a la Segunda Guerra Mundial sin daños, la arquitectura y los muebles elaborados se han conservado en su estado original.

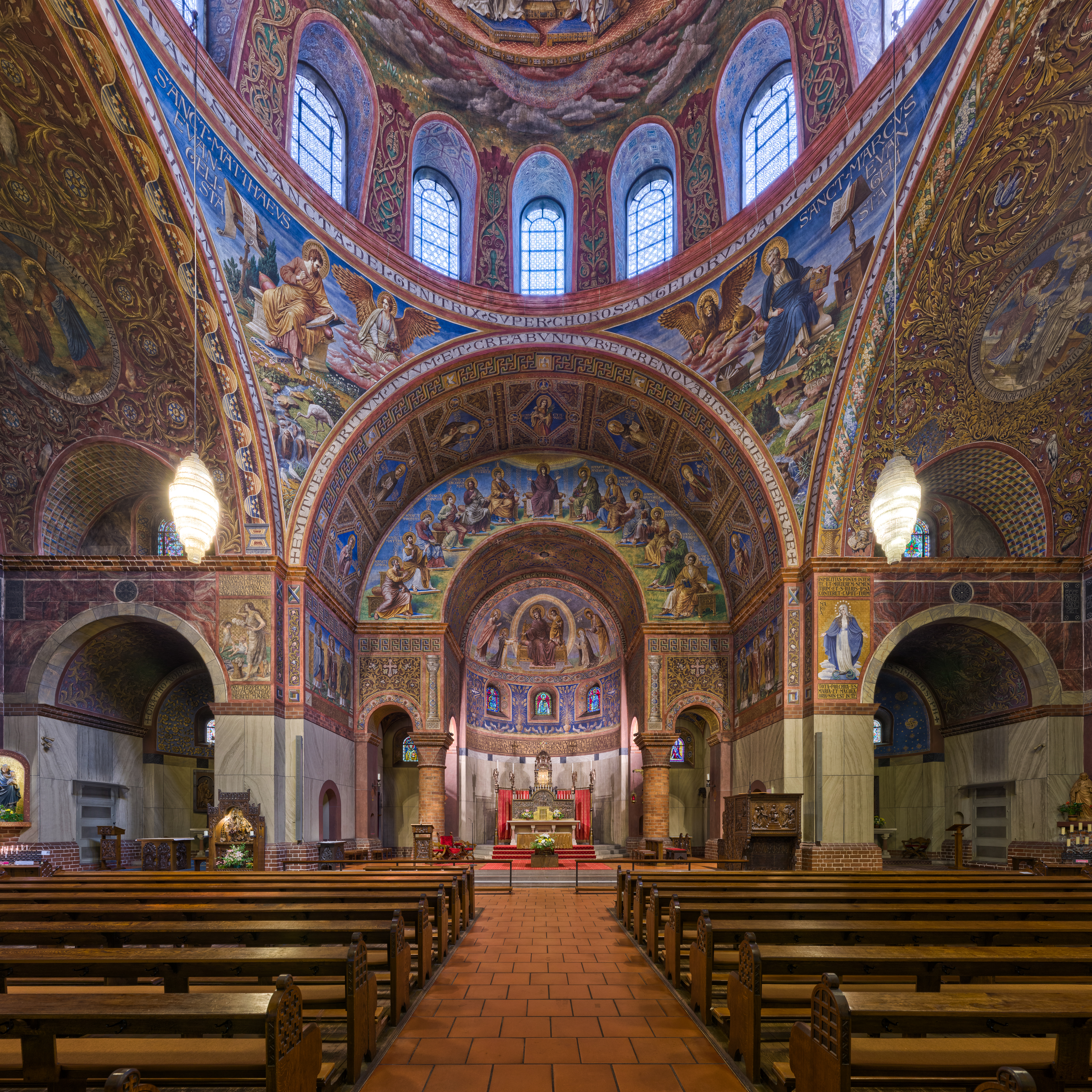
Rosenkranz-Basilika, Berlin-Steglitz, interior

## Arquitectura
Christoph Hehl eligió el ladrillo rojizo como material de construcción y formas neorrománicas para la Iglesia del Rosario. Él creó una combinación original de dos tipos básicos de construcción de iglesias clásicas
En contraste, el espacio real de la iglesia está diseñado como un edificio central bizantino. La planta es una cruz griega cuyos brazos cortos llevan bóvedas de cañón. El brazo del altar cierra un rundapsis. Paralelamente, las capillas corales con ábsides también se agregan a los brazos transversales, dando a los brazos transversales el carácter de pasillos. En el medio se eleva como componente dominante un Pendentifkuppel con un diámetro claro de 14 metros. Sus 16 ventanas arqueadas son las principales fuentes de luz de toda la sala.

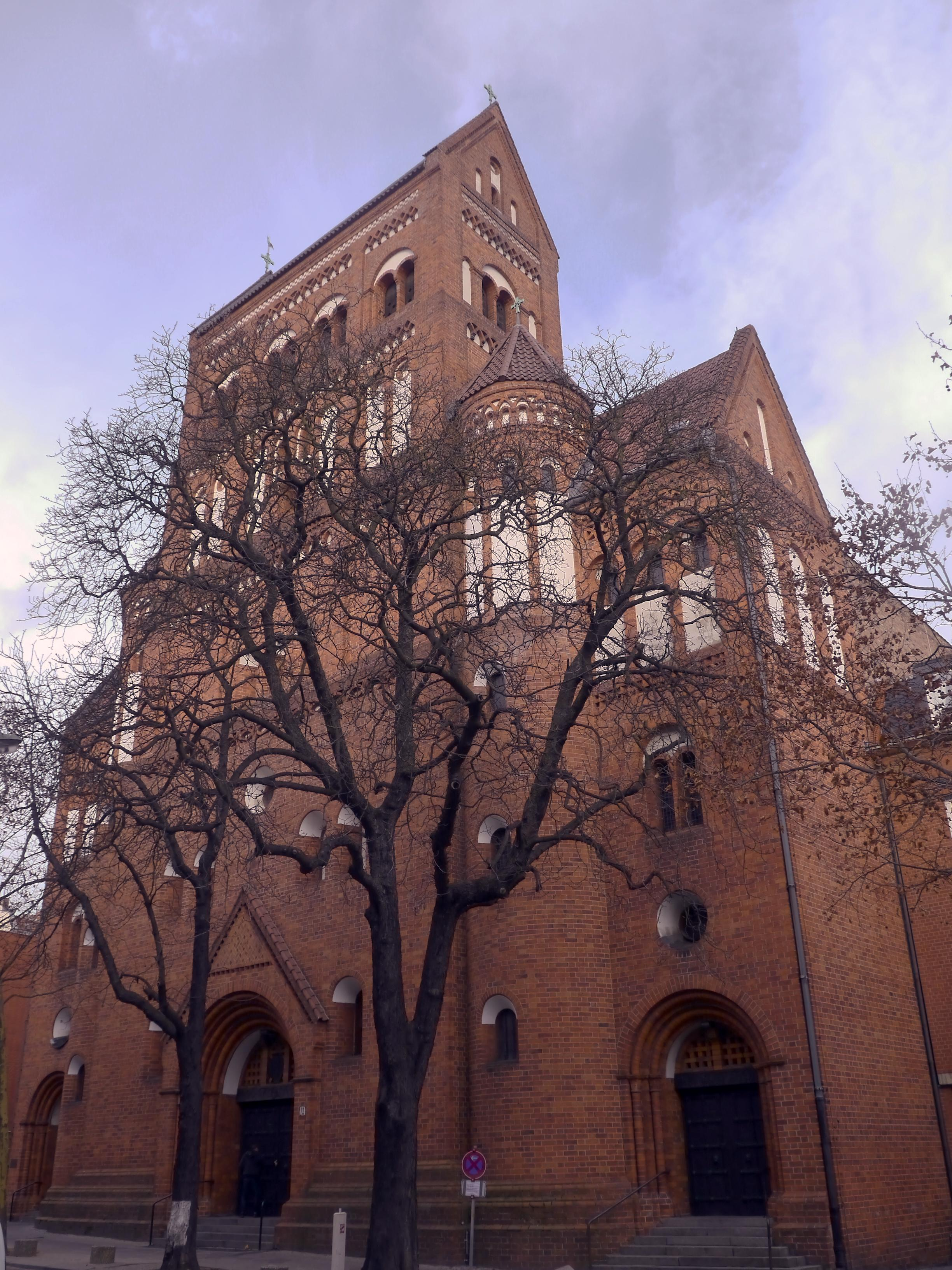
Rosenkranz-Basilika.Steglitz